# Rimush af Akkad
Rimush af Akkad (?-2270 f.Kr.) var konge af Akkad-imperiet 2278-2270 f.Kr. i oldtidens Nærorient. 
Han var søn af Sargon den Store, som han i 2278 f.Kr. efterfulgte som vel nok den mægtigste mand i Nærorienten. Det rige, som Rimush arvede, strakte sig fra Middelhavet til den Persiske Bugt og inkluderede alle de rige byer i Mesopotamien, som på dette tidspunkt havde en højt udviklet civilisation.
Rimush fortsatte i sin faders fodspor som erobrer, og det menes da også, at han besejrede kongerigerne Elam og Marhashi. Selv om Rimush står i skyggen af Sargon, var han i stand til at føre Akkad-imperiet videre, på trods af enkelte oprør i Sumer og Akkad, som det lykkedes at slå ned.
I 2270 blev han myrdet af sine tjenere i en paladssammensværgelse. Han blev efterfulgt af broderen Manishtushu, som muligvis var hans tvillingebror.